# Żywot Mateusza
Żywot Mateusza é um filme de drama polonês de 1968 dirigido e escrito por Witold Leszczyński. Foi selecionado como representante da Polônia à edição do Oscar 1969, organizada pela Academia de Artes e Ciências Cinematográficas.

## Elenco
- Franciszek Pieczka - Mateusz
- Anna Milewska - Olga
- Wirgiliusz Gryn - Jan
- Aleksander Fogiel
- Hanna Skarzanka
- Malgorzata Braunek - Anna
- Maria Janiec - Ewa
- Elzbieta Nowacka
- Kazimierz Borowiec
- Aleksander Iwaniec
- Joanna Szczerbic